# West Edmonton Mall
West Edmonton Mall i Edmonton, Alberta, Kanada, är med över 800 butiker det största köpcentrumet i Nordamerika och det tredje största i världen . Det var under en 23-årig period även det största köpcentrumet i världen, från 1981 till 2004.
West Edmonton Mall är beläget i en förort till Edmonton, täcker en yta på totalt 570 000 m² och kostade cirka CAD 1,2 miljarder att bygga. Här finns över 800 affärer och servicebutiker, respektive parkering för mer än 20 000 fordon. Anläggningen har ungefär 23 000 anställda. Varje år besöker 28,2 miljoner människor köpcentrumet, och mellan 60 000 och 150 000 per dag beroende på säsong. West Edmonton Mall är för närvarande högst ärad 926 miljoner kanadensiska dollar.

## Historia

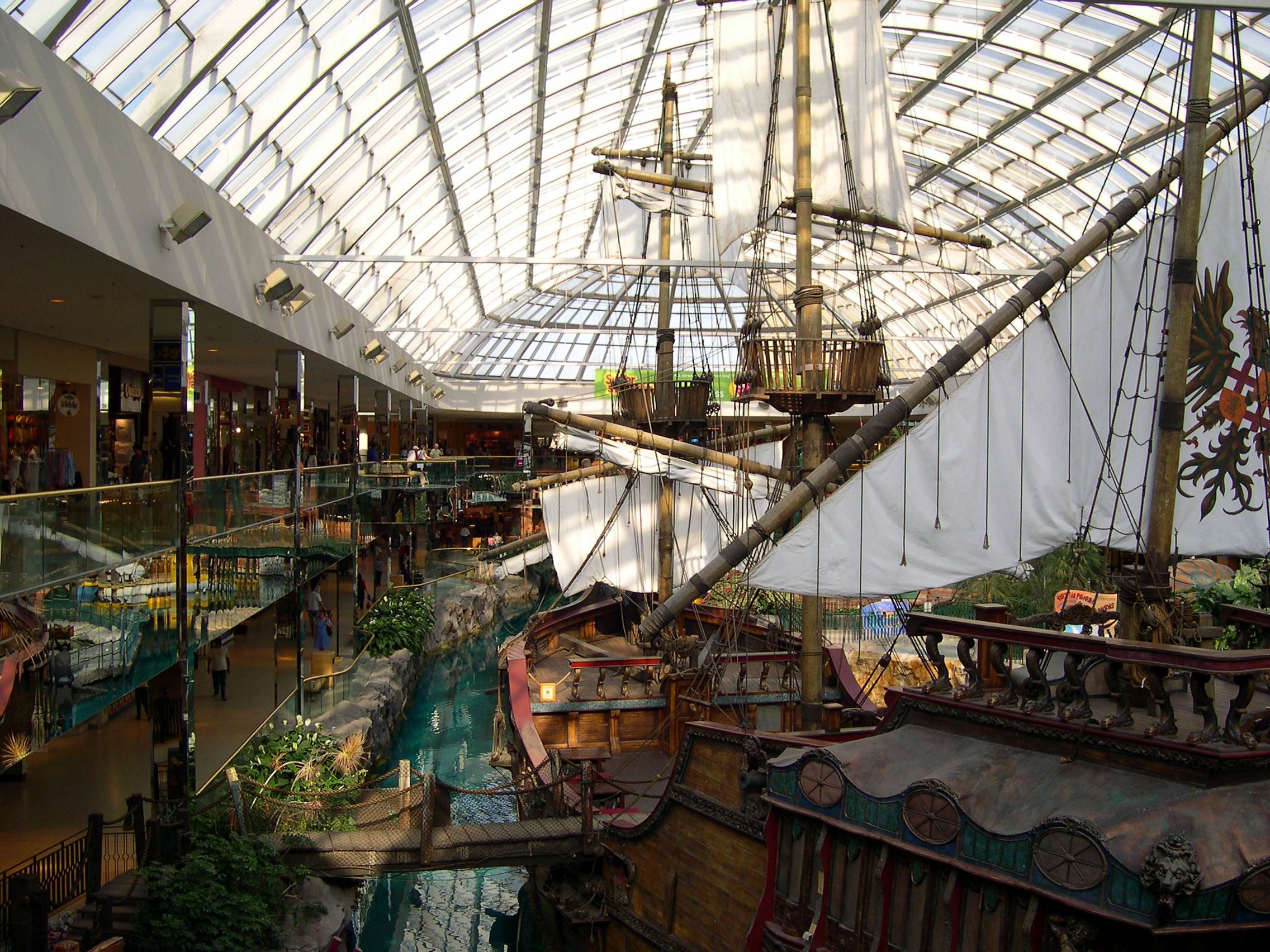
Interiör

West Edmonton Mall öppnade sina dörrar för allmänheten den 15 september, 1981. Sedan dess har tre större utbyggnader skett, 1983 (Fas II), 1985 (Fas III) och 1999 (Fas IV). Det var den största inomhusgallerian i världen fram till 2004, och var därför med i Guinness Rekordbok. De fyra faserna var konstruerade som riktlinjer för att kunna hitta butiker och attraktioner.
Köpcentrumets nöjespark hette till en början Fantasyland, tills Walt Disney Company, som använder namnet i flera av sina temaparker, tog upp saken i domstolen och krävde ensamrätt på namnet. West Edmonton Mall förlorade och döpte kort därpå om delen till Galaxyland. Efter namnbytet introducerades köpcentrumets maskot Cosmo som är basen för de flesta attraktioner i Galaxyland. Nöjesparken är belägen i vad som brukar refereras till Fas Ett-delen, trots att det sträcker sig in till Fas II-delen. Köpcentrumet fick emellertid tillåtelse att behålla namnet Fantasy Hotel som är direktanslutet till nöjesparken. Hotellet är en separat byggnad men samtidigt förbunden med Fas III-delen.
Tidigt på 90-talet blev Woodward's varuhuskedja, en av West Edmonton Malls samarbetspartners, bankrutt och uppköpta av Hudson bay-kompaniet. Det ledde till en enorm renovering för West Edmonton Malls del (känd som Fas IV) för att konkurrera ut Hudson bay-kompaniet. Renoveringens tillbyggnader innefattade ett biopalats signerat Cineplex Entertainment (Silver City), ett 2-vånings-HMV-komplex, en spelhall, en skyttebana, en bokhandel med tillhörande Starbucks, samt en hel del mindre butiker. Sedan 2005 hyr man ut Playdiums övervåning till tre av NewCap Radio's radiostationer, och undervåningen används delvis som paintballarena. 2007 döpte man om Silver City till Scotiabank Theatre.

## Huvudattraktioner

### Galaxyland

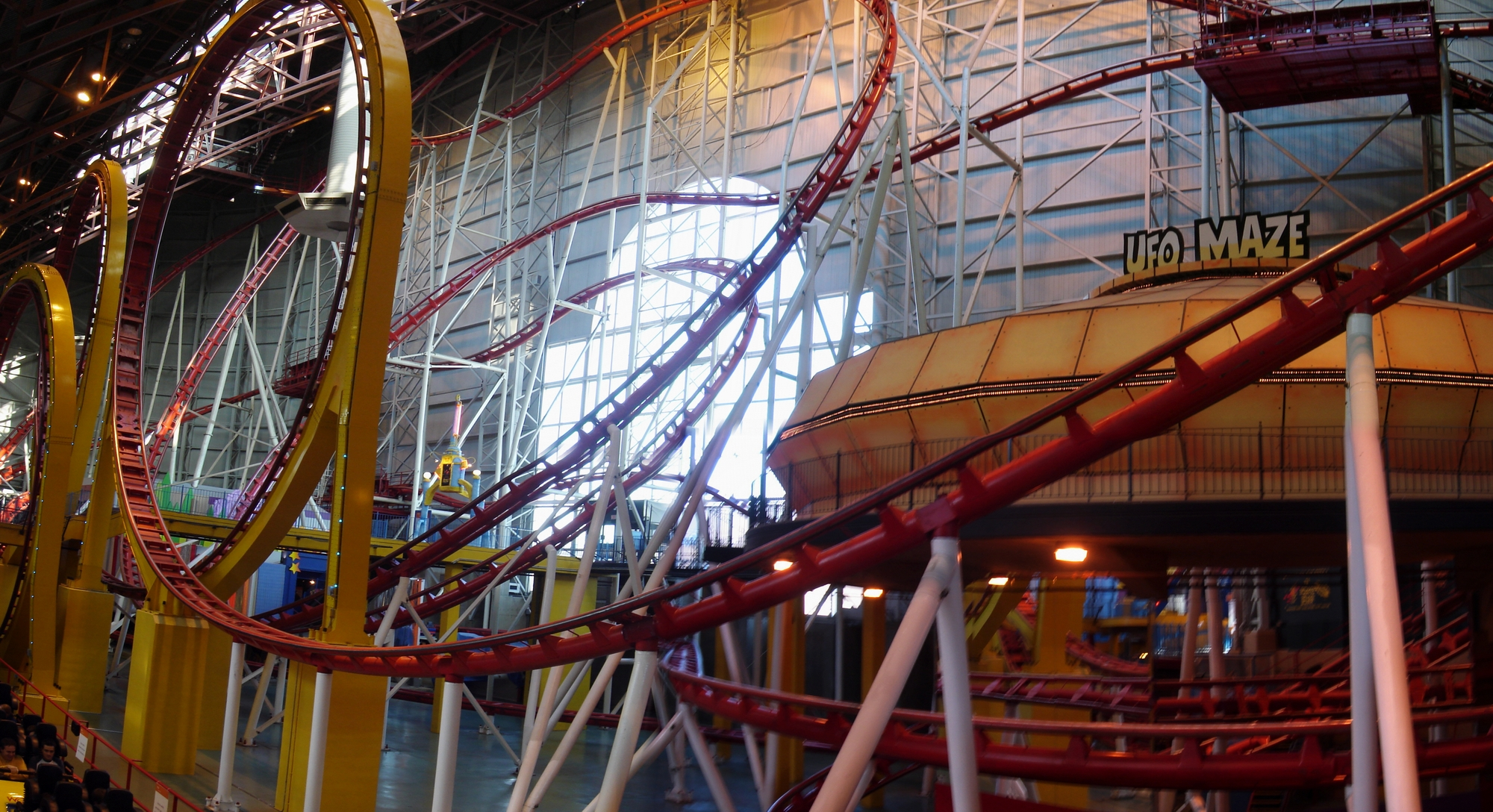
Mindbender

Galaxyland hette till en början Fantasyland, men efter en domstolsdispyt med Disney ändrade West Edmonton Mall parkens namn till Galaxyland efter ett fåtal ombyggnader under juli 1995. Det är en inomhus-nöjespark belägen i köpcentrumets norra del, den största inomhus-nöjesparken i världen med hela 24 attraktioner. Det finns 8 barnattraktioner, 9 familjeattraktioner och 7 vilda attraktioner, inkluderat berg-och-dalbanan Mindbender och 5 andra "betala-vid-plats"-attraktioner. Mindbender är världens största inomhus-berg-och-dalbana. 2007 invigdes den nyaste attraktionen i Galaxyland, Galaxy Orbiter, som börjar vid Mindbender och slingrar sig runt hela parken. Andra populära attraktioner inkluderar TurboRide 3D Theatre, det privat ägda Haunted Castle och 3D Fun House, berg-och-dalbanan Autosled, Swing of the Century, och Galaxy Kids som är ett stort lekområde för barn.

### World Waterpark

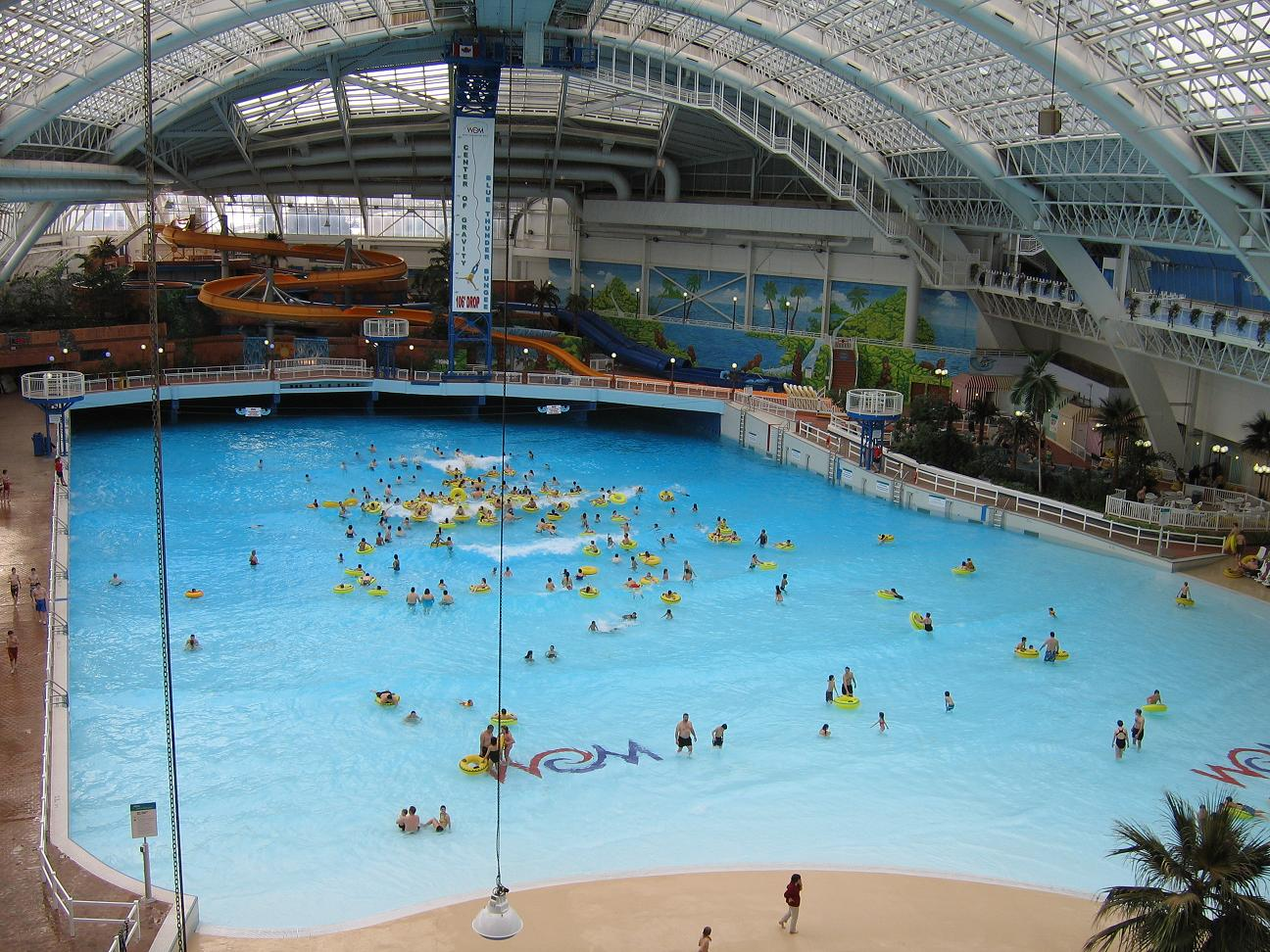
World Waterpark

World Waterpark, byggt 1985, är Nordamerikas största äventyrsbad inomhus med sina 20 000 m². Parken har världens största vågmaskin för inomhusbad och är känd för sin snabba vattenrutschbana Sky Screamer, som ofta misstas som parkens högsta bana på 23 8 m. Den högsta vattenrutschbanan i parken är Twister, som är 25,3 m hög. 
Vågmaskinsområdet har 6 maskiner, var och en med två paneler som med 1 500 hästkrafter genererar upp till 2 meter höga vågor.
Alla huvudbanor finns i den östra sidan av parken, bakom dessa finns ett lekbassängsområde för barn. I den västra delen finns en uppblåsbar flott-rutschbana, och den separat ägda Bungee Tower där man kan bungyjumpa direkt över till vågbassängen.
Mat och dryck är numera förbjudet i äventyrsbadet.

### Ice Palace

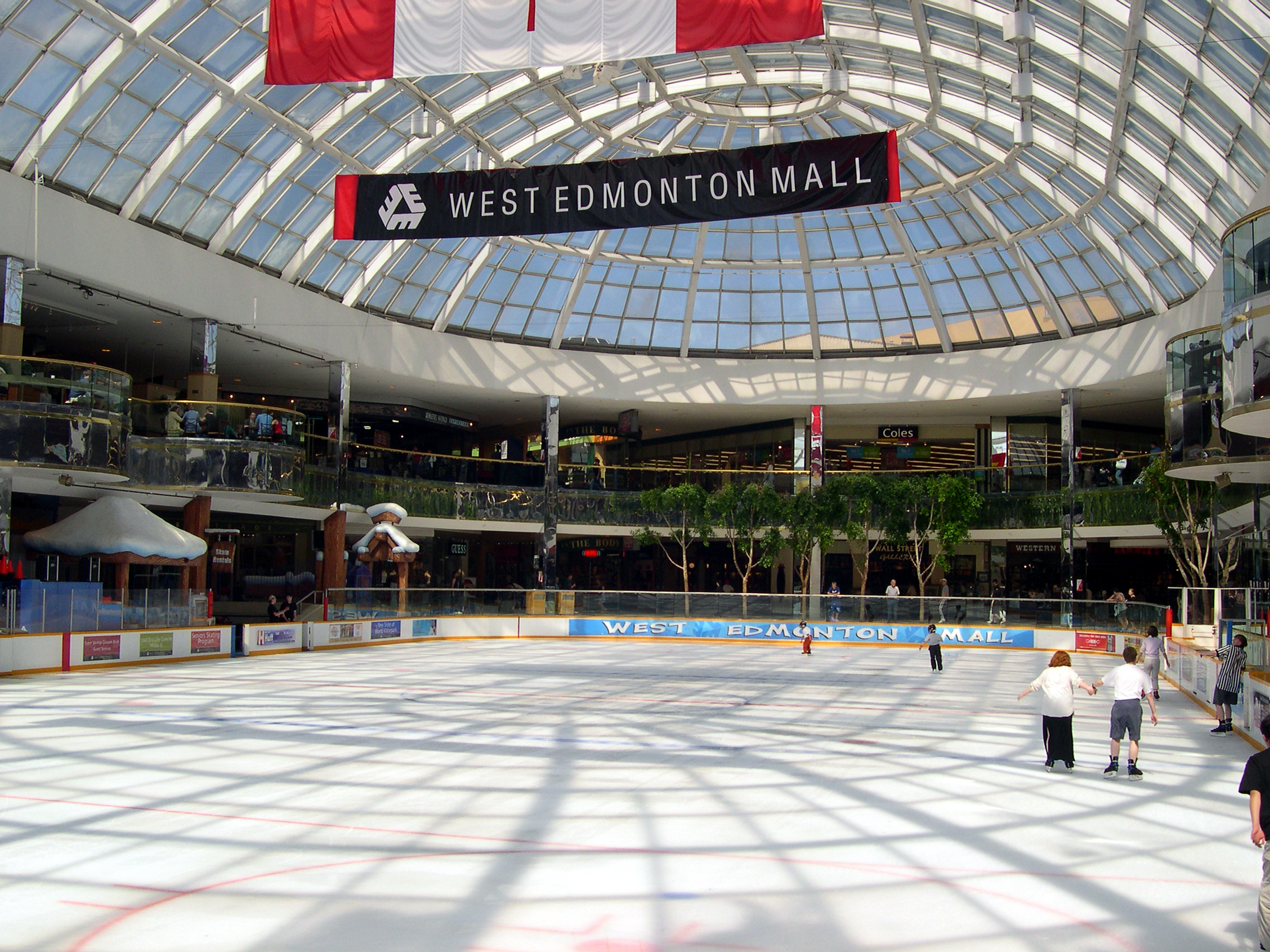
Ice Palace

Ice Palace är en mindre version av en typisk isrink i NHL-mått belägen i köpcentrumets center. Det kanadensiska hockeylaget Edmonton Oilers tränade då och då i Ice Palace under Gretzkys guldår på 80-talet. Oilers kontrakt för att använda isrinken har dock sedan dess gått ut. Numera används den endast för diverse hockey- och sportarrangemang.